# Kamil Piątkowski
Kamil Dawid Piątkowski (* 21. Juni 2000 in Jasło) ist ein polnischer Fußballspieler.

## Karriere

### Verein
Piątkowski begann seine Karriere bei Karpaty Krosno. Zur Saison 2016/17 wechselte er in die Jugend von Zagłębie Lubin. Im Mai 2018 debütierte er für die zweite Mannschaft von Lubin in der viertklassigen 3. Liga. Bis zum Ende der Saison 2017/18 kam er zu zwei Einsätzen für Zagłębie II. In der Saison 2018/19 absolvierte er 20 Partien in der vierthöchsten Spielklasse.
Zur Saison 2019/20 wechselte Piątkowski zu Raków Częstochowa. Für Rákow debütierte er im August 2019 in der Ekstraklasa, als er am fünften Spieltag jener Saison gegen Lechia Gdańsk in der 86. Minute für Sebastian Musiolik eingewechselt wurde. In seiner ersten Spielzeit in der höchsten polnischen Spielklasse kam der Innenverteidiger zu 24 Einsätzen, in denen er ein Tor erzielte. In der Saison 2020/21 absolvierte er 27 Partien in der Ekstraklasa, in denen er zwei Tore machte.
Zur Saison 2021/22 wechselte er zum österreichischen Bundesligisten FC Red Bull Salzburg, bei dem er einen bis Juni 2026 laufenden Vertrag erhielt. In seiner ersten Spielzeit kam er zu 16 Pflichtspieleinsätzen, mit Salzburg holte er das Double. Nachdem er in der Saison 2022/23 bis zur Winterpause nur viermal eingesetzt worden war, wurde Piątkowski im Januar 2023 nach Belgien an die KAA Gent verliehen. Für Gent spielte er bis Saisonende 17 Mal (bei 20 möglichen Spielen) in der Division 1A. Dazu kamen vier Spiele in der Conference League.
Zur Saison 2023/24 kehrte er nach Salzburg zurück. Nach sieben Bundesligaeinsätzen bis zur Winterpause wurde er im Januar 2024 ein zweites Mal verliehen, diesmal nach Spanien an den FC Granada. Für Granada kam er während der Leihe zu neun Einsätzen in der Primera División, aus der das Team aber abstieg. Zur Saison 2024/25 kehrte er abermals nach Salzburg zurück, diesmal war er in der Abwehr der Bullen gesetzt. Nach 27 Pflichtspieleinsätzen in der Saison 2024/25 wurde er aber im Januar 2025 ein drittes Mal verliehen, diesmal in die Türkei an Kasımpaşa Istanbul. Während der Leihe spielte er 13 Mal in der Süper Lig.

### Nationalmannschaft
Piątkowski spielte 2014 zweimal für die polnische U-15-Auswahl. Von November 2018 bis März 2019 kam er zweimal für das U-19-Team zum Einsatz. Im November 2019 spielte er zweimal für die U-20-Mannschaft. Im September 2020 debütierte er für die U-21-Auswahl. Im März 2021 gab er in der WM-Qualifikation gegen Andorra sein Debüt im A-Nationalteam. Zur Fußball-Europameisterschaft 2021 wurde er in den polnischen Kader berufen, kam aber mit diesem ohne eigenen Einsatz nicht über die Gruppenphase hinaus.

## Erfolge
Raków Częstochowa
- Polnischer Pokalsieger: 2021

FC Red Bull Salzburg
- Österreichischer Meister: 2022, 2023
- Österreichischer Cupsieger: 2022